# Neomycyna
Neomycyna – wielofunkcyjny organiczny związek chemiczny, naturalny antybiotyk zaliczany do grupy antybiotyków aminoglikozydowych produkowany przez Streptomyces fradiae. Głównie stosowany zewnętrznie, rzadko w postaci doustnej. Z przewodu pokarmowego wchłania się w ok. 3%, a nie jest stosowany parenteralnie ze względu na toksyczność.
Działa bakteriostatycznie i bakteriobójczo na bakterie Gram-ujemne oraz niektóre Gram-dodatnie. Mechanizm działania neomycyny, podobnie jak innych aminoglikozydów, polega na blokowaniu syntezy białek bakteryjnych. Antybiotyk ten wiąże się nieodwracalnie z miejscem A rybosomu, uniemożliwiając bakterii włączanie nowych aminokwasów do powstającego białka. Działanie jest uzależnione od wniknięcia leku do wnętrza komórki bakteryjnej, w którym znajdują się rybosomy.
Spektrum działania obejmuje:
- gronkowce (z wyjątkiem szczepów opornych na metycylinę);
- pałeczki Enterobacteriaceae (zwłaszcza Klebsiella spp., Enterobacter spp., Proteus indolo-dodatni), Escherichia coli, Klebsiella, Haemophilus influenzae, Shigella, Pseudomonas;
- prątki np. Mycobacterium tuberculosis (odporne na streptomycynę).

Nie działa na Pseudomonas aeruginosa i Streptococcus spp.
Wskazania:
- zakażenia skóry, aparatu ochronnego oka, uszu (zwłaszcza wywołane przez gronkowce np. czyraczność, liszajec zakaźny);
- przygotowanie do zabiegu chirurgicznego na jelicie.

Przeciwwskazania:
- nadwrażliwość na neomycynę;
- jednoczesne stosowanie innych leków oto-, nefro- i neurotoksycznych;
- stany predysponujące do zwiększonego wchłaniania leku (oparzenia dużej powierzchni skóry, masywne owrzodzenia);
- niewydolność nerek, miastenia, parkinsonizm.

Nie zaleca się długotrwałej terapii ze względu na możliwe działanie alergizujące (osutka), selekcję szczepów opornych i toksyczność leku.

## Historia
Neomycynę odkrył w 1949 roku mikrobiolog Selman Waksman i jego student Hubert Lechevalier. Do lecznictwa wprowadzona w 1952 roku przez firmę farmaceutyczną Lundbeck.